# Wybory parlamentarne na Wyspach Owczych w 1928 roku
Wybory parlamentarne na Wyspach Owczych w 1928 roku odbyły się 23 stycznia 1928. Wybrano w nich 23 reprezentantów do Løgting - farerskiego parlamentu. Brały w nich udział trzy partie: Javnaðarflokkurin, Sambandsflokkurin oraz Sjálvstýrisflokkurin oraz kandydaci niezależni.

## Wyniki wyborów do Løgting
Wyniki wyborów przedstawiały się następująco:
| Nazwa partii         | Głosy | % głosów (zmiana) | % głosów (zmiana) | Mandaty (zmiana) | Mandaty (zmiana) | % mandatów |
| -------------------- | ----- | ----------------- | ----------------- | ---------------- | ---------------- | ---------- |
| Sambandsflokkurin    | 2 971 | 46,1%             | −12,6%            | 10               | −3               | 43,5%      |
| Sjálvstýrisflokkurin | 2 680 | 42,3%             | +3,2%             | 11               | +1               | 47,8%      |
| Javnaðarflokkurin    | 678   | 10,6%             | -                 | 2                | +2               | 8,7%       |
| Niezrzeszeni         | 64    | 1,0%              | -                 | 0                | 0                | 0,0%       |
| Razem                | 6 332 | 100%              | –                 | 23               | –                | 100%       |
| Frekwencja:          |       |                   |                   |                  |                  |            |